# Pangrapta seriopuncta
Pangrapta seriopuncta är en fjärilsart som beskrevs av George Francis Hampson 1926. Pangrapta seriopuncta ingår i släktet Pangrapta och familjen nattflyn. Inga underarter finns listade i Catalogue of Life.